# NF-κB
Transkripcijski faktor jedrni faktor – κB (NF-κB) je proteinski kompleks, ki ima bistveno vlogo pri aktivaciji imunskega odgovora. Ob okužbi sproži izražanje številnih genov, povezanih s prirojeno in pridobljeno imunostjo. Sodeluje tudi pri delitvi celic in razvoju organizma ter vpliva na njegovo preživitveno sposobnost.
Čeprav je izražanje genov, ki povzročajo vnetje, nujno za uspešen imunski odziv, pa je pretirana ali predolga aktivacija NF-κB škodljiva, saj povzroči pretirano izražanje nekaterih efektorskih molekul (citokinov, levkocitnih adhezijskih molekul in antiapoptotskih proteinov), kar lahko vodi v septični šok, kronične vnetne in avtoimunske bolezni (npr. astmo, artritis, Crohnovo bolezen) ter tudi razvoj raka. Zaradi tega so se v organizmu razvili mehanizmi negativne povratne zanke (angl. negative feedback loop), ki ohranjajo aktivacijo NF-κB v razumnih mejah. Razumevanje mehanizma regulacije aktivacije NF-κB je pomemben cilj raziskav, saj bi lahko omogočilo razvoj novih terapevtskih strategij za nadzor vnetnih bolezni in raka.

## NF-κB transkripcijski faktorji
Transkripcijski faktorji iz družine NF-κB si delijo strukturno homologijo z retrovirusnim onkoproteinom v-Rel, zato jih uvrščamo med Rel proteine. Sesalsko družino NF-κB sestavlja 5 proteinov; NF-κB1 (p105/p50), NF-κB2(p100/p52), RelA (p65), RelB in c-Rel. Delimo jih
v 2 razreda.
Faktorja NF-κB1(p105/p50) in NF-κB2(p100/p52) uvrščamo v prvi razred. Vsebujeta dolge
C-terminalne domene z ankirinskimi ponovitvami. Faktorja postaneta aktivna, ko se
prekurzorski enoti p100 in p105 z delno proteolizo, po principu ubikvitin/proteasom, spremenita v p50 in p52. Pri procesiranju pride do odcepa C-terminalnega dela kjer so ankirinske ponovitve. NF-κB1(p105/p50) in NF-κB2(p100/p52 sama običajno ne moreta biti transkripcijska faktorja, razen, če se združita s katerim od proteinov iz drugega razreda (RelA, RelB ali c-Rel). 
Drugi razred Rel proteinov vsebuje C-terminalne domene pomembne za aktivacijo
transkripcije (Slika 1). Rel/NF-κB transkripcijski faktorji zato delujejo kot dimere. Vsi
vretenčarski Rel proteini lahko tvorijo homodimere ali heterodimere, razen RelB, ki tvori samo heterodimere. Možnost tvorbe dimer iz različnih podenot omogoča reguliranje različnih
genov, saj se dimere (npr. p50-p50, p65-p65, p50-p65) specifično vežejo na DNK.

## NF-κB signalna pot
Signalno pot NF-κB lahko sprožijo različni signali, kot so citokini, rastni faktorji, stres, bakterije in virusi. Citokini sprožijo produkcijo od NF-κB odvisnih kemokinov (IL-8, eotaksin), adhezijskih molekul (E-selektin, intercelična adhezijska molekula 1) in inducibilnih encimov (ciklooksigenaza-2), kar prispeva k moči in trajanju imunskega odgovora.
V mirujočih celicah je NF-κB dimer inhibiran s proteini iz družine κB oziroma s prekurzorjema p100 ali p105, kar onemogoča translokacijo NF-κB v jedro. Pri infekciji se NF-κB aktivira, ko dele bakterij, virusov, gliv ali parazitov, ki jih imenujemo tudi pathogen associated molecular patterns (PAMPs), prepoznajo analogni tolični receptorji (TLR-ji) imunskih celic. Aktivacija NF-κB, povzročena s strani TLR, vodi do izražanja več genov, tudi citokinov, med katerimi sta pomembna tumorje nekrotizirajoči faktor (TNF) in interlevkin (IL-1G).
TNF in IL-1G neposredno vplivata na uravnavanje izražanja NF-κB, s čimer se vzpostavi pozitivna
avtoregulatorna zanka, ki tako še poveča aktivacijo NF-κB in s tem tudi izražanje citokinskih
genov. Najbolj preučevana je signalna pot, ki jo sproži citokin TNF.

## S TNF stimulirana aktivacija NF-κB
Citokin TNF se veže na TNF-receptor 1 (TNF-R1). Vezava TNF na TNF-R1 receptorju omogoči mobilizacijo TNF-receptor associated death domain (TRADD), ki nadalje mobilizira FAS-associated death domain (FADD), receptor interacting protein (RIP) in TNF-receptor associated factor 2 (TRAF2). 
FADD je vpleten v signalno kaskado, ki sproži apoptozo,
medtem ko sta RIP in TRAF2 pomembna za TNF-R1 inducirano aktivacijo NF-κB preko
aktivacije in mobilizacije IκB kinaznega kompleksa (IKK). IKK kompleks je sestavljen iz treh podenot. To so IKKHα, IKKGβ in regulatorna podenota IKKIγ imenovana tudi NF-κB essential
modulator (NEMO). Aktivacija IKK kompleksa je bistvenega pomena za aktivacijo NF-κB
kompleksa. Pri aktivaciji IKK kompleksa sodelujejo kinaze, ki fosforilirajo podenoti IKKα in IKKβ. Fosforiliran aktivni IKK kompleks fosforilira IκB protein vezan na NF-κB.
Fosforilacija tega proteina omogoči njegovo ubikvitinacijo, ki je signal za razgradnjo s 26 S proteasomom (proteinski kompleks s proteoliznim delovanjem). Aktivni NF-κB se nato translocira v jedro, kjer vpliva na izražanje nekaterih genov, med drugim tudi na gene za NF-κB inhibitorne proteine IκB in A20 . S tem se vzpostavi sistem negativne povratne zanke, ki preprecuje pretirano izražanje od NF-κB reguliranih genov.